# Ези сир Армансон
Ези сир Армансон (фр. Aisy-sur-Armançon) насеље је и општина у источном делу централне Француске у региону Бургундија-Франш-Конте, у департману Јон која припада префектури Авалон.
По подацима из 2011. године у општини је живело 260 становника, а густина насељености је износила 14,47 становника/km². Општина се простире на површини од 17,97 km². Налази се на средњој надморској висини од 200 метара (максималној 346 m, а минималној 192 m).

## Демографија
| 1962. | 1968. | 1975. | 1982. | 1990. | 1999. | 2011. |
| ----- | ----- | ----- | ----- | ----- | ----- | ----- |
| 383   | 402   | 352   | 308   | 278   | 277   | 260   |

График промене броја становника у току последњих година